# Paramiella incisa
Paramiella incisa е вид коремоного от семейство Neocyclotidae.

## Разпространение
Видът е разпространен в Микронезия.